# Avedis Zildjian
La Avedis Zildjian Company (nota semplicemente come Zildjian) è un'azienda statunitense (in origine armena) che produce, prevalentemente, piatti musicali. Oltre ai piatti, la produzione della Zildjian comprende anche bacchette ed altri accessori per la batteria come custodie e guanti.

## Storia
L'azienda venne fondata a Costantinopoli (l'attuale Istanbul) nel 1623 dall'armeno Avedis Zildjian I. Zildjian non era il suo vero cognome e gli venne dato perché esso, in armeno, significa "figlio di fabbricante di piatti". Nel 1909, un discendente del fondatore della ditta, Avedis Zildjian III, migrò a Boston (Stati Uniti), mentre Kerope Zildjian rimase in Turchia, continuando a fabbricare piatti sotto il nome "K. Zildjian Constantinople", la quale cambiò il nome in "K. Zildjian Istanbul" dopo che, nel 1923, Costantinopoli cambiò il nome in Istanbul.
Nel 1927, un altro membro della famiglia Zildjian, Aram, stipulò un accordo di distribuzione dei suoi prodotti in America con la Gretsch. Nel 1929 Aram e Avedis III iniziarono a fabbricare piatti a Quincy, (Massachusetts) e nell'anno successivo fondarono l'attuale "Avedis Zildjian Company", in concorrenza con la "K. Zildjian Istanbul" della Turchia. Da quel periodo, la Zildjian divenne un marchio prestigioso nel campo della batteria e delle percussioni in generale. L'azienda fu la prima ad introdurre piatti usati per la batteria come ride, crash, splash e hi-hat. Nel jazz divenne un'azienda leader ed ebbe come endorser illustri batteristi come Gene Krupa, Buddy Rich, Louie Bellson, Shelly Manne, Cozy Cole e "Papa" Jo Jones.
Nel 1968, con l'apporto di Robert Zildjian, la "K. Zildjian Istanbul" venne assorbita dalla "Avedis Zildjian Company". Vista la crescente richiesta dei loro prodotti, nello stesso anno, l'azienda dovette creare un altro indotto ed aprirono la "Azco" a Meductic, Nuovo Brunswick, la quale fabbricò piatti a basso costo denominati Zilco. Nel 1979, Avedis III morì ed il figlio Robert Zildjian lasciò l'azienda per conflitti con suo fratello Armand (nel 1981, Robert fonderà la Sabian, altra marca nota di piatti musicali).
Nel 2002 Armand Zildjian morì lasciando alle figlie Craigie e Debbie il controllo degli affari aziendali.

## Linee di piatti

### Linee in produzione

#### Piatti in bronzo laminato
- Planet Z – Linea in ottone laminato di fascia bassa, creata per i principianti e lo studio.
- I Zildjian – Linea in bronzo laminato di fascia entry level. Questi piatti vengono realizzati in bronzo B8 (92% rame, 8% stagno) con una finitura brillante. Questa linea va a sostituire la serie ZBT.
- S Zildjian – Linea in bronzo laminato introdotta nel 2016. Questi piatti vengono realizzati in bronzo B12, il quale contiene l'88% di rame ed il 12% di stagno. Questa serie di piatti presenta una tornitura completa, un'estesa martellatura ed una finitura brillante. La linea deve il suo nome ad Alice "Sally" Zildjian, moglie di Avedis Zildjian III. Questa linea va a sostituire la serie ZHT.

#### Piatti in bronzo fuso
Tutti i piatti Zildjian in bronzo fuso contengono l'80% di rame e il 20% di stagno con tracce di argento nella propria lega.
- A Zildjian – La linea di piatti in bronzo fuso originale dell'azienda, caratterizzata dal suo suono brillante. Questi vengono realizzati con una finitura sia tradizionale che brillante. Facenti parte della serie A Zildjian vi sono gli Armand Zildjian, studiati per ricreare il sound dei piatti della fine degli anni '60, disponibili solamente in finitura tradizionale.
- A Custom – Piatti in bronzo fuso sviluppati con la collaborazione del batterista statunitense Vinnie Colaiuta, nel 1992. Basati sugli originali A Zildjian, sono particolarmente leggeri, e ciò rende questi piatti molto reattivi e brillanti. Una sotto-serie della A Custom è la A Custom ReZo. Questi piatti presentano una particolare tornitura che conferisce loro una vasta gamma di armoniche, pur mantenendo la brillantezza e la reattività tipica della serie A Custom. Finitura brillante.
- K Zildjian – Piatti in bronzo fuso provenienti dall'originale linea di piatti martellati a mano di Kerope Zildjian, noti per il loro suono scuro e secco. Disponibili sia con finitura tradizionale che brillante.
- K Custom – Piatti derivati dalla serie K, presentano una complessa martellatura a macchina che conferisce loro un suono secco ed allo stesso tempo ricco. Piatti molto popolari tra i batteristi jazz, sono disponibili con una finitura sia tradizionale che brillante. Inclusi nella serie K Custom ci sono anche i K Custom Hybrid, concepiti con la collaborazione di Akira Jimbo, i quali presentano la campana non tornita ed una particolare finitura, con la parte interna brillante e quella esterna tradizionale.
- K Constantinople – Linea pensata per riprodurre l'estetica ed i suoni dei piatti della prima metà del novecento.
- Kerope – Il suono di questa linea (scuro e complesso), per quanto moderno, ricorda quello dei piatti prodotti negli anni '50 e '60. Il nome della linea è un omaggio a Kerope Zildjian.
- FX – Creata per la produzione di effetti speciali, la serie FX include le linee Oriental (specializzata nella produzione di china e piatti dal suono "trashy") e Azuka (creata in collaborazione con Alex Acuña, ideale per la musica latina). Sono inoltre prodotti piatti dal suono e dall'estetica particolari come gli Spiral Trash, gli Spiral Stackers, le Zil-Bels ed i Trashformers.

#### Altri
- Gen16 – Serie di piatti elettroacustici, studiati per chi suona la batteria elettronica, mantengono lo stesso "feel" dei piatti acustici pur avendo un quarto del volume. Questi piatti possono essere collegati ad una centralina, la quale riprodurrà un suono campionato.
- L80 Low Volume – Serie di piatti acustici concepiti per lo studio. Costituiti da una lega metallica brevettata e da un pattern bucherellato, questi piatti riescono a mantenere lo stesso feel di un piatto acustico pur producendo l'80% del volume in meno.

### Linee fuori produzione

#### Piatti in bronzo laminato
- Amir/Amir II – Linea in bronzo laminato di fascia medio/alta commercializzata a metà degli anni '80.
- Impulse – Piatti in bronzo laminato studiati per l'hard rock. Questa linea, commercializzata tra il 1982 ed il 1986, verrà sostituita dalla serie Z Zildjian.
- Scimitar/Scimitar Bronze – Prodotti tra la fine degli anni '80 e l'inizio degli anni '90, andarono a sostituire la linea Amir.
- Edge/Edge Plus – Linea in bronzo laminato di fascia alta, furono i predecessori degli ZXT.
- ZXT Titanium – Piatti in bronzo laminato placcati in titanio. Commercializzati tra il 2003 ed il 2006, andarono fuori produzione in concomitanza del lancio della serie ZHT.
- Pitch Black – Linea in bronzo laminato (88% rame e 12% stagno) verniciati di nero. Commercializzati soltanto nel 2008, questi piatti furono accolti negativamente dalla comunità batteristica.
- ZXT – Linea in bronzo laminato di fascia media. Piatti realizzati in bronzo B8 con una finitura brillante. Serie andata fuori produzione nel 2013, sette dei suoi piatti furono accorpati alla linea A Zildjian, mentre i Trashformer alla linea FX.
- ZHT – Linea in bronzo laminato di fascia alta introdotta nel 2006. La lega di questi piatti è costituita dall'88% di rame e il 12% di stagno. Questa linea viene realizzata con una finitura tradizionale. Fuori produzione dal 2016.
- ZBT – Linea in bronzo laminato di fascia bassa. Questi piatti vengono realizzati in bronzo B8 con una finitura brillante. Fuori produzione dal 2019.

#### Piatti in bronzo fuso
- Z Zildjian – Piatti pesanti e non torniti, studiati per generi dove è richiesto molto volume, come ad esempio l'heavy metal ed il punk rock. Commercializzati tra il 1986 ed il 1994, dove vennero sostituiti dalla linea Z Custom.
- Avedis Platinum – Commercializzati a cavallo fra gli anni '80 e '90, furono A Zildjian con una placcatura argentata ed il logo blu.
- Z Custom – Piatti studiati per contesti dove è richiesto un volume importante. Gli Z Custom furono particolarmente pesanti, il che gli conferiva grande volume e brillantezza. Commercializzati tra il 1994 ed il 2009, vennero sostituiti dagli Z3.
- Z3 – Commercializzati tra il 2009 ed il 2013, andarono a sostituire gli Z Custom. Questa linea di piatti è stata accorpata alla serie A Zildjian.
- Project 391 – Nel 2014 e solo per la produzione inerente al predetto anno, è stata rilasciata una linea di piatti in bronzo fuso B15, chiamata Project 391 (sound lab Ltd edition). Questa serie usufruisce delle modalità di martellatura e tornitura della serie A Custom, tuttavia, alla fine del procedimento di finitura e lucidatura, i piatti vengono nuovamente torniti ed acquistano un aspetto del tutto particolare, diverso da tutte le linee in catalogo.

## Artisti Zildjian del passato e del presente
- Ringo Starr (The Beatles)
- Tim Alexander (Primus)
- Ginger Baker (Cream)
- Travis Barker (blink-182, +44)
- Rob Bourdon (Linkin Park)
- Carter Beauford (Dave Matthews Band)
- Louie Bellson (Duke Ellington, Benny Goodman, Tommy Dorsey)
- Walter Calloni (Fabrizio De André, Ivano Fossati, P.F.M., Lucio Battisti)
- Igor Cavalera (Cavalera Conspiracy, Sepultura)
- Dennis Chambers (Santana, Mike Stern, John McLaughlin)
- Vinnie Colaiuta (Frank Zappa, Chick Corea, Sting, Vasco Rossi)
- Tré Cool (Green Day)
- Maurizio Dei Lazzaretti (Romano Mussolini, Ray Charles, Laura Pausini)
- Peter Erskine (Steps Ahead, Weather Report, Al Di Meola)
- Anton Fig (Miles Davis, Bruce Springsteen, Kiss, Ace Frehley)
- Ginger Fish (Marilyn Manson)
- Frost (Satyricon)
- Steve Gadd (Chick Corea, Paul Simon, Eric Clapton, George Benson)
- Dave Grohl (Nirvana, Foo Fighters, Them Crooked Vultures)
- Roberto Gualdi (P.F.M., Four Tiles, Noize)
- Gavin Harrison (Porcupine Tree, Claudio Baglioni, Franco Battiato,King Crimson,The Pineapple Thief )
- Taylor Hawkins (Foo Fighters)
- Gene Hoglan (Dark Angel, Death, Strapping Young Lad, Fear Factory)
- Dominic Howard (Muse)
- Akira Jimbo (Casiopea, Keiko Matsui)
- Manu Katché (Sting, Dire Straits, King Crimson)
- Gene Krupa (Gene Krupa Big Band, Benny Goodman)
- Tommy Lee (Mötley Crüe)
- Mike Mangini (Steve Vai, Annihilator, Extreme, Dream Theater)
- Paul Mazurkiewicz (Cannibal Corpse)
- Nick Menza (Megadeth, Memorain)
- Neil Peart (Rush)
- Scott Phillips (Alter Bridge, Creed, Projected)
- Simon Phillips (Toto, Pete Townshend, Jeff Beck)
- Buddy Rich (Buddy Rich Big Band, Benny Carter, Harry James)
- Eric Singer (Kiss, Black Sabbath)
- Steve Smith (Journey, Vital Information, Frank Gambale)
- Roger Taylor (Queen)
- Lars Ulrich (Metallica)
- Andrea "Vadrum" Vadrucci (Roy Paci, Cirque du Soleil, Solista)
- Ronnie Vannucci (The Killers)
- Alan White (Yes)
- Wuv (P.O.D.)
- John Corniola (Daryl Braithwaite)
- Massimiliano Sanson, (Meneth)
- Mat Nicholls (Bring Me The Horizon)
- Jay Weinberg (Slipknot)
- Matt Cameron (Pearl Jam, Soundgarden)

## Endorser con bacchette signature
- Adrian Young
- Antonio Sánchez
- Bill Stewart
- Brooks Wackerman
- Dennis Chambers
- Eric Singer
- Gary Chaffee
- Giovani Hidalgo
- Greg Hutchinson
- Hal Blaine
- Horacio Hernández
- Joey Kramer
- John Blackwell
- John Otto
- John Riley
- Kozo Suganuma
- Louie Bellson
- Luis Conte
- Manu Katché
- Marc Quiñones
- Matt Sorum
- Mike Mangini
- Ronald Bruner
- Ronnie Vannucci
- Roy Haynes
- Sonny Emory
- Taylor Hawkins
- Terri Lyne
- Tony Williams
- Travis Barker
- Tré Cool
- Trilok Gurtu
- Vinnie Colaiuta
- Zak Starkey